# Aethomys
Genre
Aethomys est un genre de rongeurs de la sous-famille des Murinés. Uniquement représentés en Afrique, ses membres sont nommés par les anglophones rock rats  (en français « rats des rochers »), comme les Aconaemys.

## Liste des espèces
Selon Mammal Species of the World (version 3, 2005)  (15 sept. 2010) :
- Aethomys bocagei
- Aethomys chrysophilus
- Aethomys hindei
- Aethomys ineptus
- Aethomys kaiseri
- Aethomys nyikae
- Aethomys silindensis
- Aethomys stannarius
- Aethomys thomasi

## Synonymie
Les espèces suivantes, classées un temps sous ce genre, sont désormais rattachées au genre Micaelamys :
- Aethomys granti (Wroughton, 1908)
- Aethomys namaquensis (A. Smith, 1834)